# 西萨武
西萨武（印尼语：Sabu Barat）是印度尼西亚东努沙登加拉省的一个区，位于萨武岛西部，也是萨武-赖朱阿县的所在地。2010年普查共有7,453人。